# 三好市立川崎小学校
三好市立川崎小学校（みよししりつ かわさきしょうがっこう）は、徳島県三好市池田町川崎浪会にある公立小学校。
児童数の減少などの理由で2015年4月1日をもって休校し、同日に三好市立池田小学校に統合。

## 基礎データ
全校生徒数
- 8人（2014年度（平成26年度）当時）[1]

全卒業生数　
- 約3000人[1]

最寄駅
- JR土讃線祖谷口駅

## 沿革
- 1874年（明治7年） - 川崎小学校を創立。
- 1886年 - 川崎尋常小学校と改称。
- 1906年 - 川崎尋常高等学校と改称。
- 1941年 - 三縄村川崎国民学校と改称。
- 1947年 - 三縄村川崎小学校と改称。
- 1959年 - 池田町川崎小学校と改称。
- 2006年（平成18年） - 町村合併のため三好市立川崎小学校となる。
- 2015年（平成27年）4月1日 - 休校。[1]

## 校歌
- 作詞: 赤松栄一
- 作曲: 蔦忍

## 校訓
- 誠「正しく、強く、明るく」

## 関連学校
- 三好市立池田小学校
- 三好市立池田中学校
- 三好市立池田第一中学校（2009年（平成21年）廃校）